# Pantea
(Diogene Laerzio, “Vite dei filosofi”)
Pantea è un dramma lirico in tre atti di Michele Lizzi su libretto del poeta agrigentino Gerlando Lentini.
Fu la prima opera del musicista agrigentino, la cui idea nacque nel 1942 a seguito di una conversazione con lo stesso Gerlando Lentini, il quale ne fu poi anche librettista. Il tema di quest’opera è stato anche trattato, dallo stesso Lentini, nella raccolta Echi di primavera e nella novella Nillide.
Il dramma guadagnò fama nel 1955, con la vittoria nel “Premio Euterpe” indetto dal Comune di Napoli in occasione del Concorso delle Nove Muse.
Insieme a L'amore di Galatea e La Sagra del Signore della Nave essa costituisce una delle tre opere liriche scritte da Lizzi. L'opera, ambientata nell'antica Akragas, ha come protagonista la fanciulla Pantea, discepola del filosofo Empedocle e da cui è salvata dopo essere discesa negli Inferi.

## Trama
Pantea è una giovane allieva del filosofo Empedocle, da cui ha appreso la dottrina della trasmigrazione delle anime. Nel primo atto, aspetta ansiosamente il futuro sposo Senocrate, vincitore nelle gare di carro a Pito, con cui ha un assente colloquio. Nel secondo atto, Pantea confida all’amica Teano le sue inquietudini dovute alle sue convinzioni sulla reincarnazione, in contrasto con il tema allegro dello sposalizio. Durante i preparativi per il matrimonio, a causa delle numerose fisime, Pantea sviene come morta e scende nell’Ade. Nel terzo atto è riportata in vita con la maglia proprio da Empedocle, tuttavia l'esperienza dell'oltretomba lascia in lei un'ansia consapevole che la porterà a vivere con inquietudine il suo amore per Senocrate, come si nota nel clima di apprensione che avvolge il festante corteo nuziale.

## Esecuzioni
(Michele Lizzi)
La prima rappresentazione dell'opera avvenne il 15 aprile 1956 presso il Teatro Massimo di Palermo.
In occasione di ciò, era stato selezionato un cast di grande portata: a dirigere l’orchestra fu il Franco Capuana, direttore del San Carlo di Napoli dal 1930 al 1937, portando avanti un'esecuzione impeccabile che metteva in evidenza le complesse sfumature dell'opera. Nel ruolo di Pantea, Maria Curtis Verna si era distinta come un'artista eccezionale, trasmettendo con grande sentimento il conflitto interiore del personaggio.
Il protagonista maschile, Senocrate, era stato interpretato con vivacità da Mirto Picchi, mentre Plinio Clabassi aveva portato con serietà la figura di Empedocle. Altri interpreti, assegnati a ruoli minori, includevano Maria Martinuzzi, Maria Pintus, Amelia Pini, Rina Corsi, Manuel Spadafora, Sergio Tedesco ed altri.
Il coro, diretto da Giulio Bertola, aveva svolto un ruolo cruciale nell'unire le diverse parti del dramma. La regia era stata affidata a Enrico Fulchignani, con una piccola coreografia di Nives Poli e scenografie di Gino Morici. I costumi, ideati da Emma Calderini, erano stati realizzati dalla Casa d'arte Triolo.
L’opera ottenne un felice successo da parte della critica regionale e nazionale; in seguito, nel 1958, l'Azienda Autonoma di Soggiorno e Turismo di Agrigento progettò di rappresentarla prospiciente al Tempio della Concordia nella Valle dei Templi, ma senza un seguito.
Il 15 aprile 1958 fu rappresentata presso il Teatro Massimo Vincenzo Bellini di Catania, diretta dal M° Franco Capuana sempre con Maria Curtis Verna (Pantea), Mirto Picchi (Senocrate), Plinio Clabassi (Empedocle) e Rina Corsi (Abrocome) nell'allestimento con la regia di Carlo Piccinato, scene e costumi di Piero Zuffi ed il Maestro del Coro Vittorio Barbieri. Nel 1959 il dramma andò in scena al San Carlo di Napoli, mentre invece il 4 giugno venne trasmesso sull’allora Rai 2. In suddetto contesto, la troupe era composta dal direttore Ugo Rapalo, Michele Lauro come maestro di Coro, Aldo Mirabella Vassalli in qualità di registra, mentre Pantea era interpretata da Anna de Cavalieri.

## Interpretazione
(Michele Lizzi)
Pantea ricorda “La figlia di Jorio”, opera composta nel 1954 da Ildebrando Pizzetti; da Pizzetti è ripreso soprattutto l’uso del declamato melodico. Era difficile interpretare una tragedia che era prettamente interiore, incentrata proprio sul personaggio di Pantea. Il dramma si snoda su tre personaggi principali: Senocrate, personaggio tipicamente classico con una visione armonica della vita; Pantea, protagonista femminile, che avverte la dicotomia tra l’armonia classica e l’inquietudine filosofica; infine Empedocle, il quale compare soltanto nell’ultimo atto ma è presente nel corso dell’opera con il suo pensiero.
Il coro, ripreso nella sua accezione greca, ha il ruolo di uno spettatore ideale ed è rappresentato da un popolo a tratti festoso, a tratti dolente.
La critica, sia nazionale che regionale, ha molto elogiato l’opera, ammirando in particolare modo il canto funebre del terzo atto, ed il tessuto orchestrale: il violoncello echeggia il tema di Pantea, intensificando lo struggimento e la tensione interiore; gli ottoni accompagnano invece le scene festanti e di gioia.
La staticità del libretto, evidente con il prevalere della speculazione filosofica sull’azione, fu risolta con una maggiore enfasi sull’orchestra e sul coro.